# Love Is Love/Return to Dust
Love Is Love/Return to Dust è il primo album in studio del gruppo musicale statunitense Code Orange Kids, pubblicato nel 2012.

## Tracce
1. Flowermouth (The Leech) – 2:25
2. Around My Neck // On My Head – 1:07
3. Sleep (I've Been Slipping) – 1:29
4. Liars // Trudge – 3:55
5. Colors (Into Nothing) – 3:18
6. Nothing (The Rat) – 2:49
7. Roots Are Certain // Sky Is Empty – 0:49
8. Choices (Love Is Love) – 3:13
9. Calm // Breathe – 2:41
10. Bloom (Return to Dust) – 5:21

## Formazione
- Eric Balderose – chitarra, voce
- Joe Goldman – basso, voce
- Reba Meyers – chitarra, voce
- Jami Morgan – batteria, voce

Ospiti
- Adam McIlwee – voce (traccia 5)
- Mike McKenzie – voce (traccia 10)